# Пирог

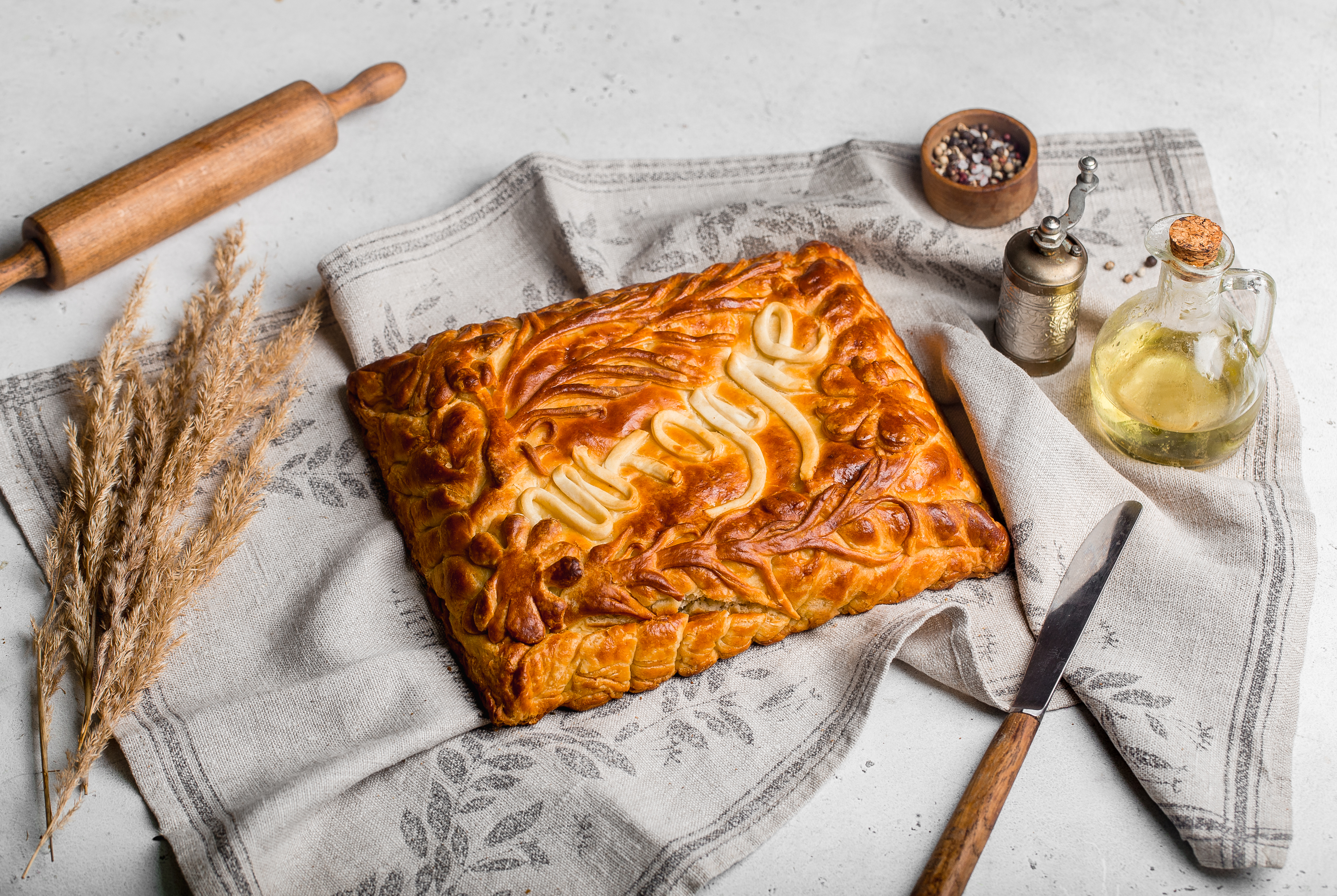
русский пирог

Пиро́г (от праслав. *руrоgъ — «праздничный хлеб», от ст.‑слав. пир — «свадьба», от пити — «пить [хмельное]») — праздничное (свадебное) обрядовое хлебобулочное изделие из теста с начинкой, которое выпекается или жарится. Начинка для пирогов может быть сладкой (ягоды, фрукты, творог, мак) или несладкой (рыба, мясной фарш, печень, картофель, грибы). Масса пирога от 0,5 кг и выше.
Рецепты пирогов есть практически в каждой национальной кухне. Существует большое количество различных рецептов пирогов. Тесто для пирогов может быть дрожжевым (сдобным или обычным), бисквитным или слоёным, разнообразных начинок и внешнего вида, пироги бывают открытые (ватрушка, шарлотка), закрытые (кулебяка, курник), полуоткрытыми (расстегай, эчпочмак) и слоёные (штрудель).
Некоторые пироги используются в обрядах (сватовство, поминки). На Руси пирог — символ домовитости.

## Пироги у славян

Пироги домашнего приготовления

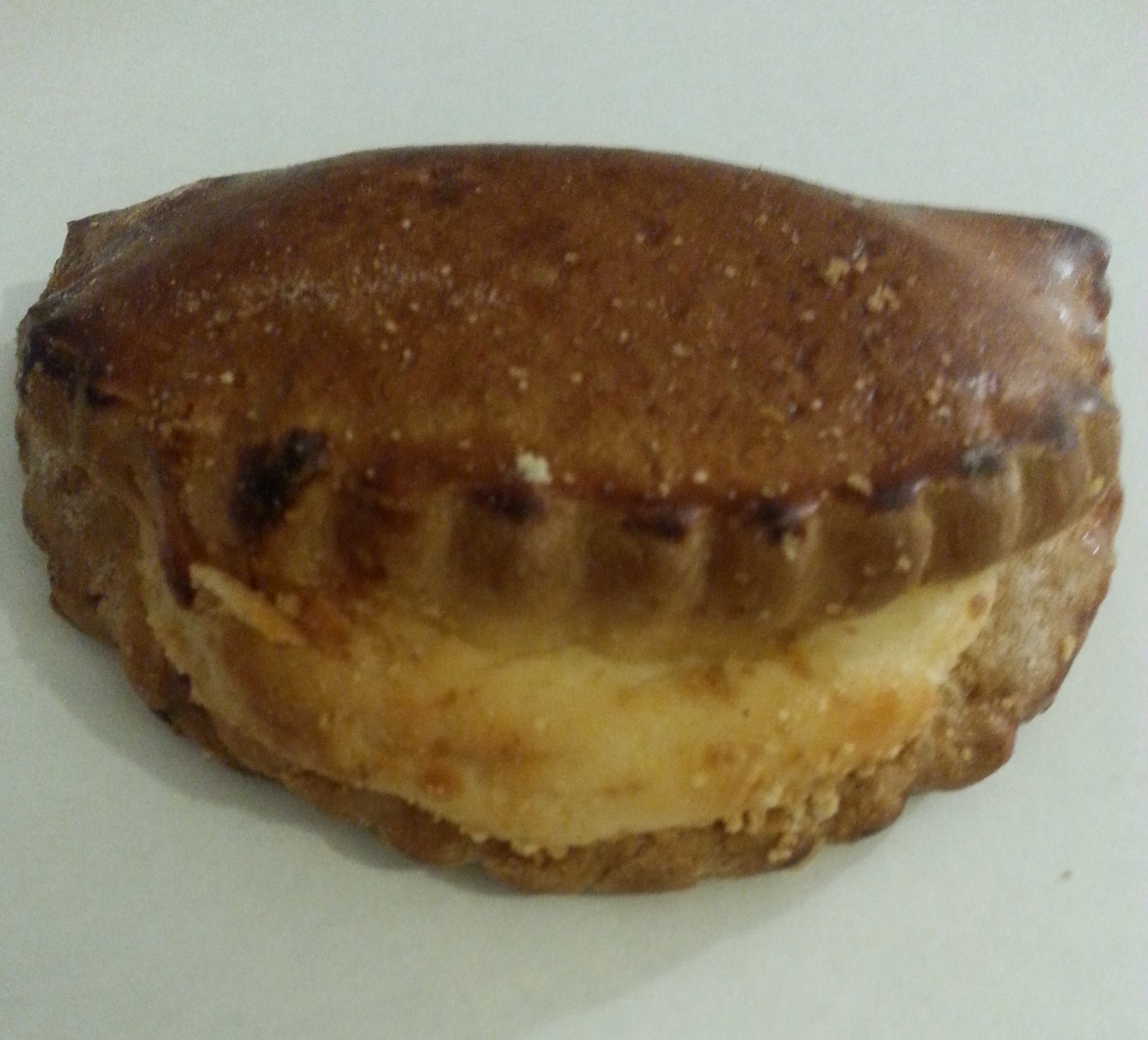
Сочник российского производства 2019 года

Яблочный пирог

#### История
Некоторые историки считают, что на Руси пироги появились намного раньше, чем в странах Европы. Доказательством этого являются записи немецкого учёного Адама Олеария. В книге «Описание путешествия Голштинского посольства в Московию и Персию» он рассказывает о традиционном блюде «пирог», которым принято встречать и потчевать гостей, что является проявлением гостеприимства и доброжелательности. На Руси была традиция, когда молодая жена выпекала мясной или рыбный пирог и угощала родственников мужа и гостей, чтобы доказать свои кулинарные способности.

#### Виды
Среди славян наиболее разнообразны по видам, названиям и ритуальному использованию пироги у восточных, особенно у русских, у западных славян встречаются преимущественно со сладкой начинкой (словац. kolač, чеш. trnkáč, trnčák, tvarožňák, пол. ciasto, makowiec, в.-луж. tykanc), у южных только из слоёного теста и часто жареные (болг. баница, тутманик, зелник, тиквеник, мазник, млин, корница, смидал, сербохорв. гибаница, тиквеник, бурек, баклава, словен. potica, štrukelj). Название *pirogъ — общее для восточных и западных славян, однако у последних обозначает не печёное, а варёное изделие из теста с начинкой, то есть вареник или пельмень (рус. нижегород. пирог варёный). У русских «пирогом» называют также хлеб и лепёшку. Ритуальные функции пирога у славян во многом аналогичны функциям других видов обрядового хлеба, в частности, лепёшке, караваю, булочке, блинам, пряникам.

#### Русские пироги
В русской кухне для пирогов используется несладкое тесто; обычно пирог имеет продолговатую форму. Кроме того, во время постов используют для теста не сливочное масло, а постное (растительное).
- Кулебяки — пироги со сложной начинкой из мяса, рыбы, грибов, ягод или капусты. Разную начинку накладывали слоями и разделяли между собой блинами. Кулебяка была обязательно закрытой, иначе сложная начинка могла высохнуть. Отличие кулебяки от других пирогов в том, что соотношение начинки к общему весу в кулебяке составляет более половины всего веса, в то время как обычно в пирогах — менее половины[9][10].
- Пирожки — маленькие пироги. Обжаренный в масле пирожок — пряженец, посекун (то есть с сечёной начинкой).
- Курник — пирог с курицей и кашей или картофелем (ещё называют «свадебный пирог» или «царский»).
- Сладкие пироги с мёдом, вареньем или ягодами.
- Накрепок — пирог с рассыпчатой кашей и солёной красной рыбой поверх.
- Расстегаи — открытые пироги из несдобного дрожжевого теста с различными начинками.
- Ватрушка — круглая, открытая сверху и защипанная только с краёв лепёшка с начинкой. Как правило, в качестве начинки используется творог, реже — варенье, сгущёнка или повидло.
- Шанежка — лепёшка (как ватрушка, но без защипа) с начинкой из картофеля, мяса, рыбы, грибов. Сладкие, как ватрушки, тоже возможны.
- Сибирский пирог — представляет собой рыбный пирог с муксуном или язем.
- Сочник (сочень) — выпечка в виде сложенной пополам лепёшки с полуоткрытой или закрытой начинкой (творог, рыба, сыр).
- Творожник (сырник) — пирог из творога.
- Слойка — слоёный пирог с сахаром.
- Капустный пирог или пирог с капустой.
- Царский пирог с красной рыбой.

## Пироги других народов

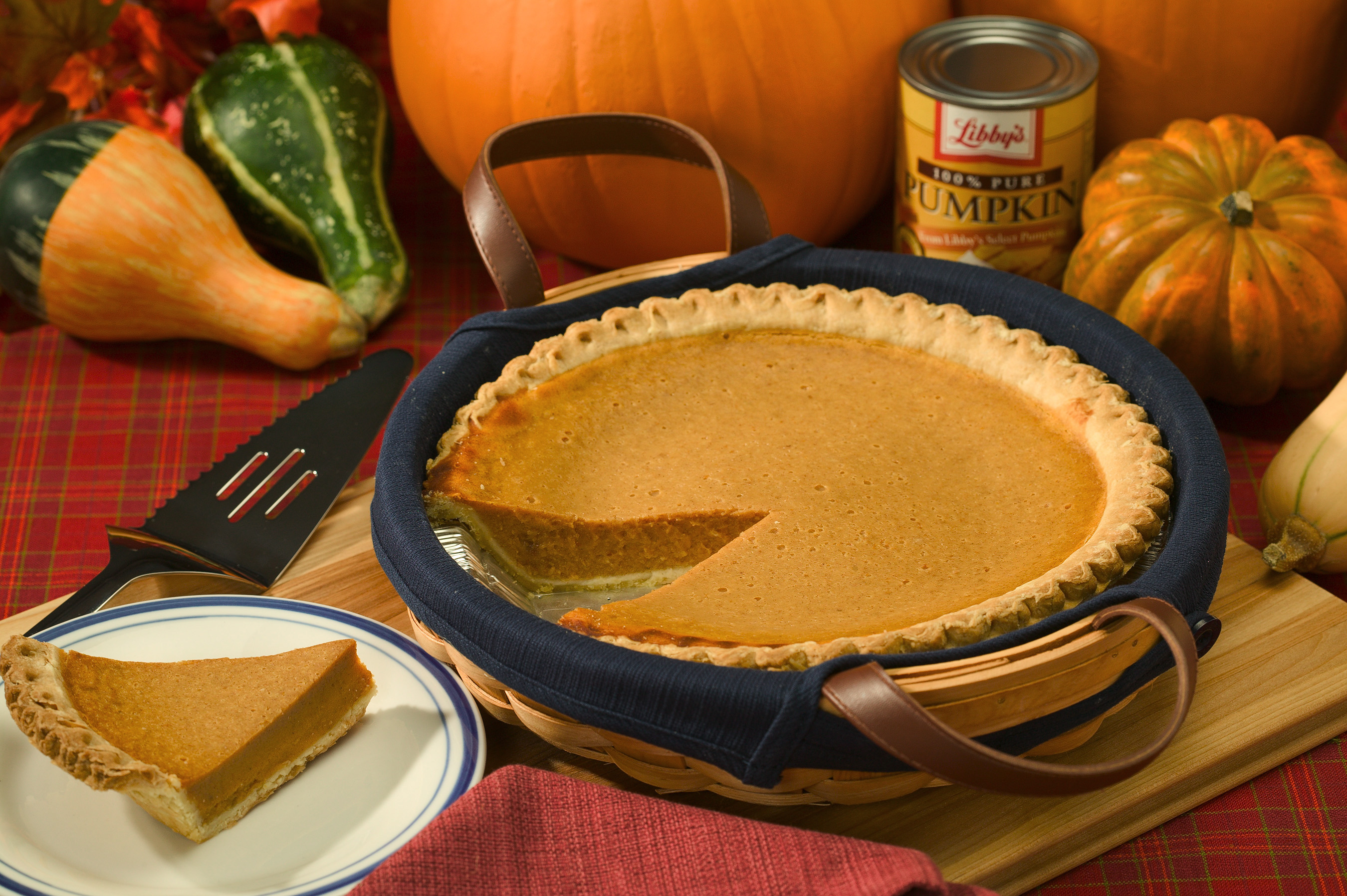
Американский тыквенный пирог

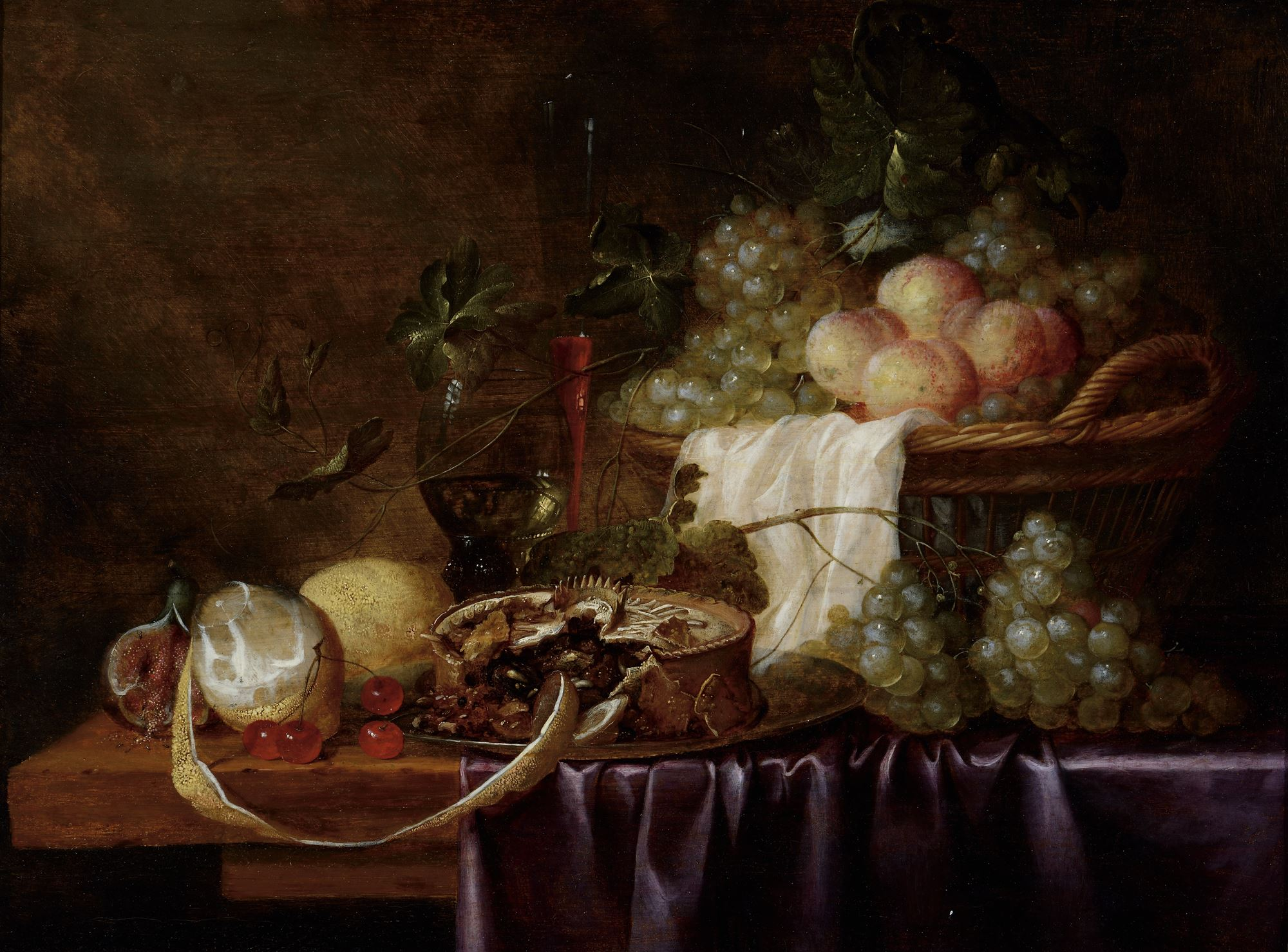
«Натюрморт с мясным пирогом». Яспер Герардс

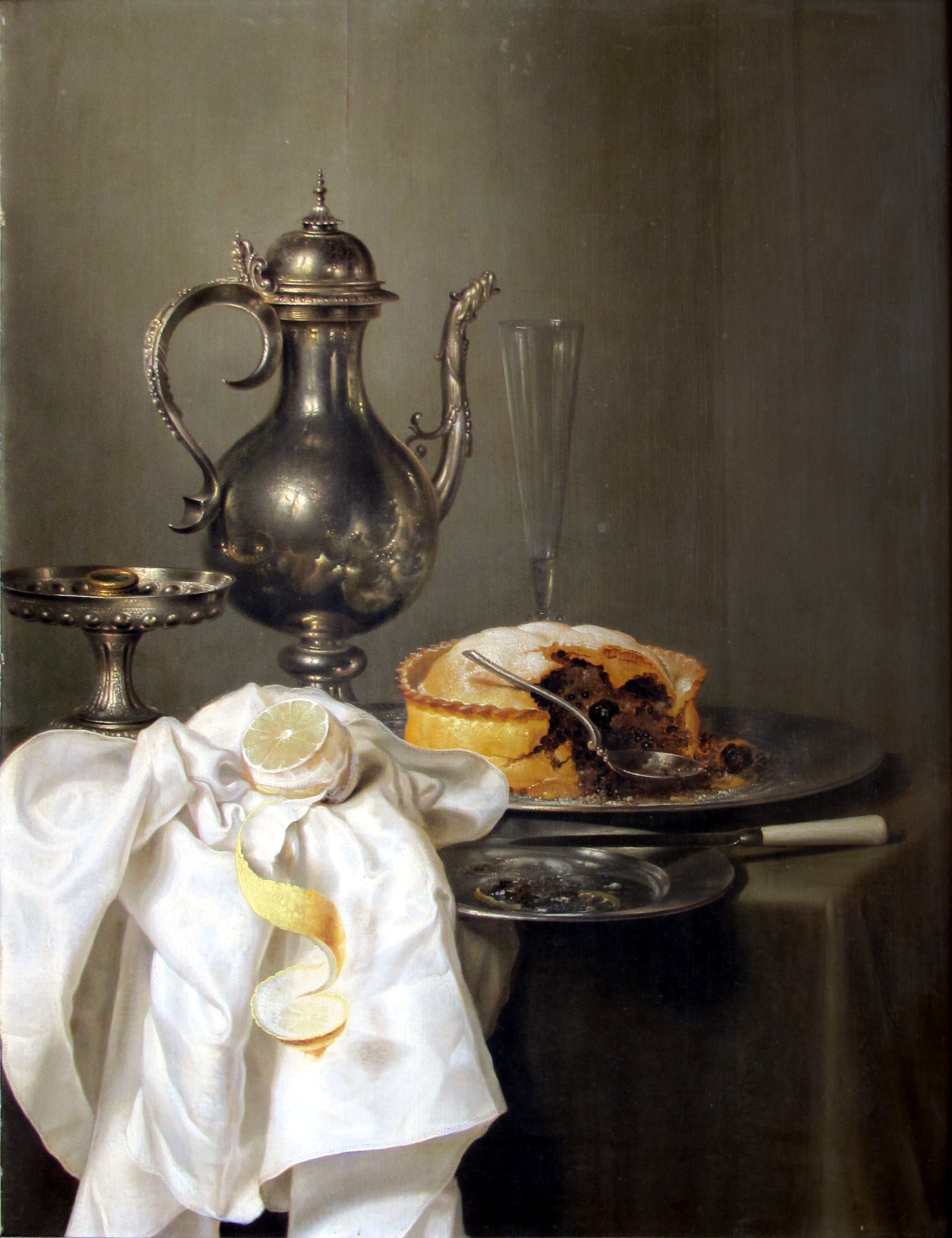
«Натюрморт с серебряным кувшином и пирогом». Виллем Клас Хеда, 1645

- Во Франции широко распространён открытый пирог из несладкого теста, под названием киш. В его состав входит копчёная рыба и молочная составляющая. Обычно из последней делают подобие сливочной воздушной шапки. Также вариантом начинки может стать луковый конфитюр и острый сыр.
- В Германии популярен немецкий сливовый пирог — открытый фруктовый пирог с начинкой из свежей летней синей сливы на дрожжевом (или песочном) тесте.
- В США яблочный пирог является одним из национальных символов. В такие праздники как День благодарения и Рождество популярным является пекановый и тыквенный пироги.
- Во Флориде (США) лаймовый пирог имеет статус официального пирога Флориды. Статус закреплён законодательно в 2006 году[11].
- Традиционный для ряда арабских стран плоский пирог мартабак в XX веке широко распространился также в странах Южной и Юго-Восточной Азии, во многих из которых воспринимается уже как собственное национальное блюдо.
- Беляш — блюдо казахской, башкирской и татарской кухонь. Представляет собой пирожок с мясным фаршем круглой сплюснутой формы.
- Бэлиш — башкирский и татарский печёный пирог с мясом и картошкой.
- Осетинский пирог — закрытый круглый пирог с говядиной, капустой, листьями свёклы, сыром и картошкой, фасолью, тыквой.
- Пастуший пирог — британская слоёная запеканка из баранины с покрытием из картофельного пюре.
- Розен — пирог из нескольких ватрушек с маком, расположенных в виде розочки[12].
- Тёртый пирог — пирог из кондитерской крошки.
- Хуплу — чувашский пирог с мясом и картофелем.
- Чапильг — ингушские лепёшки из тонкого теста на кефире с начинкой из картофеля, творога, или сыра и зелени.
- Кхотор — ингушские пироги с начинкой из мяса, сыра, моркови, лука, кинзы и укропа.
- Шарлотка — немецкое сладкое блюдо, приготовленное из белого хлеба, заварного крема, яиц, фруктов и ликёра.
- Эчпочмак — татарский и башкирский треугольный пирог с начинкой из картофеля, мяса, как правило баранины, и лука.